# 제천상업고등학교
제천상업고등학교(堤川商業高等學校)는 대한민국 충청북도 제천시 신백동에 있는 공립 고등학교이다.

## 학교 연혁
- 1983년 3월 1일 : 제천여자상업고등학교 개교 및 입학식 607명 입학(상업과 10학급)
- 1983년 8월 18일 : 교실 18실 증축 (687평)
- 1986년 2월 7일 : 제1회 졸업 상업과 569명
- 1987년 3월 1일 : 제천상업고등학교 교명 변경 (남,여 공학)
- 1991년 9월 27일 : 실습실 5실 증축
- 1998년 10월 30일 : 생활관 준공
- 2000년 6월 1일 : 급식소 증축 (2층 식당)
- 2007년 12월 10일 : 신원관 증축 (1,126.08m2)
- 2012년 6월 22일 : 금융, e-비즈니스 특성화고 지정
- 2018년 3월 1일 : 교육부 요청 창업 연구학교 선정(2년간)
- 2022년 3월 2일 : 제19대 손진원 교장 취임
- 2024년 1월 5일 : 제39회 졸업식 130명 졸업(누계 13,547명)
- 2024년 3월 4일 : 신입생 121명 입학(금융세무과 2, 사무행정과 3, 스포츠경영과 1, 특수학급, 계 6학급)

## 설치 학과
- 사무행정과
- 금융세무과
- 스포츠경영과

## 참고 자료
- 제천상업고등학교 - 한국교육학술정보원 학교알리미